# 학익천
학익천(鶴翼川)은 인천광역시 관교공원에서 발원해 남구 학익동을 지나 서쪽으로 흘러서 용현천으로 흘러드는 하천이다. 옹진군청 동쪽부터 용현천 합류부까지의 구간은 최근에 용현학익택지지구 조성사업으로 인해 복개되었다.